# I Want to Live!
I Want to Live! is een Amerikaanse misdaadfilm uit 1958 onder regie van Robert Wise. Destijds werd de film in Nederland uitgebracht onder de titel Ik wil leven.

## Verhaal
Twee mannen vermoorden een oudere vrouw en worden al spoedig gearresteerd. Ze vermoeden dat de politie is getipt door de prostituee Barbara Graham, die in de gevangenis zit voor diefstal. Uit wraak schuiven ze de moord in haar schoenen.

## Rolverdeling
| Acteur            | Personage            |
| ----------------- | -------------------- |
| Susan Hayward     | Barbara Graham       |
| Simon Oakland     | Edward S. Montgomery |
| Virginia Vincent  | Peg                  |
| Theodore Bikel    | Carl G.G. Palmberg   |
| Wesley Lau        | Henry L. Graham      |
| Philip Coolidge   | Emmerett Perkins     |
| Lou Krugman       | John R. Santo        |
| James Philbrook   | Bruce King           |
| Bartlett Robinson | Procureur Milton     |
| Gage Clarke       | Richard G. Tibrow    |
| Joe De Santis     | Al Matthews          |
| John Marley       | Priester Devers      |
| Raymond Bailey    | Bewaker              |
| Alice Backes      | Verpleegster         |
| Gertrude Flynn    | Hoofdverpleegster    |